# Bike to work

Bike to work est une campagne de promotion du vélo comme moyen de déplacement, notamment pour se rendre au travail. L'idée et le concept de bike to work existent sous des formes plus ou moins similaires à travers le monde. Par exemple en Allemagne, sous le nom de Mit dem Rad zur Arbeit.

## Aux États-Unis
Aux États-Unis, une journée Bike to Work est créée par l'association de cyclistes League of American Bicyclists dès 1956. Cette journée est depuis incluse dans une semaine Bike-to-Work, puis dans le National Bike Month (mois national du vélo).
La journée Bike-to-work est organisée localement par ville et peut compter plus d'un millier de participants par événement ,, en particulier 1600 participants à Boulder en 2013.

## En Belgique
En Belgique, une campagne annuelle de mise en selle porte le nom de « Bike Experience » et est coordonnée par pro Velo. Elle remplace depuis 2010 le rassemblement Dring Dring et est destinée aux automobilistes désireux d'utiliser la bicyclette pour se rendre au travail.
Les afterwork « Bike Experience » se déroulent plusieurs fois par an et permettent aux participants d'être accompagnés par un cycliste urbain chevronné. 137 personnes ont pu ainsi être accompagnées pendant l'édition 2011.

## En France
À Strasbourg, l'opération « Au boulot à vélo » est portée par l'association Cadr67 depuis 1999. En 2020, l'opération rassemble 341 entreprises et 7500 cyclistes pour un total de 636 503 km parcourus. La marque « Au boulot à vélo » a fait l'objet d'un dépôt par l'association en 2014.

## En Suisse
bike to work est une campagne annuelle participative de promotion du vélo et de la santé dans les entreprises. L’action se déroule durant les mois de mai et de juin, son objectif est d’inciter les pendulaires à utiliser le vélo comme moyen de déplacement pour se rendre au travail. Comme motivation, tous les participants ayant parcouru plus de 50 % de leurs trajets pour se rendre au travail à vélo, participent à un concours regroupant des prix d’une somme de plus de CHF 100 000.-. bike to work est une action de PRO VELO Suisse.

### Historique
En 2005, bike to work a été lancé comme projet pilote. À l’époque une vingtaine d’entreprises Migros ont participé avec un total de 1 600 employés. Depuis 2006, PRO VELO Suisse a repris l’organisation de bike to work et l'action est ouverte à toutes les entreprises suisses.
| Année | Nombre d’entreprises participantes | Nombre d’employés participants | Kilomètres parcourus |
| ----- | ---------------------------------- | ------------------------------ | -------------------- |
| 2006  | 400                                | 21 500                         | -                    |
| 2007  | 607                                | 33 182                         | -                    |
| 2008  | 873                                | 45 681                         | -                    |
| 2009  | 1 098                              | 51 005                         | -                    |
| 2010  | 1 259                              | 51 076                         | -                    |
| 2011  | 1 352                              | 51 697                         | -                    |
| 2012  | 1 468                              | 49 953                         | 6 849 011            |
| 2013  | 1 602                              | 48 906                         | 7 227 661            |
| 2014  | 1 651                              | 50 190                         | 7 802 243            |
| 2015  | 1 665                              | 52 541                         | 9 881 580            |
| 2016  | 1 773                              | 53 922                         | 10 250 969           |
| 2017  | 1 885                              | 54 780                         | 12 697 250           |
| 2018  | 2 114                              | 64 680                         | 15 970 071           |
| 2019  | 2 397                              | 71 834                         | 17 510 088           |
| 2020  | 1 851                              | 48 635                         | 15 527 842           |
| 2021  | 2150                               | 60 255                         | 15 606 211           |
| 2022  | 2829                               | 80 556                         | 22 184 698           |

## En Allemagne
En Allemagne la campagne Mit dem Rad zur Arbeit (au travail à vélo) est organisée annuellement par l'association cycliste Allgemeiner Deutscher Fahrrad-Club et la caisse de santé Allgemeine Ortskrankenkasse (de).